# Bouble
La Bouble est une rivière française qui coule dans les départements du Puy-de-Dôme et de l'Allier en région Auvergne-Rhône-Alpes. 
C'est un affluent en rive gauche de la Sioule, dans laquelle elle se jette peu avant Saint-Pourçain-sur-Sioule. Elle est de ce fait un sous-affluent de l'Allier puis de la Loire.

## Géographie

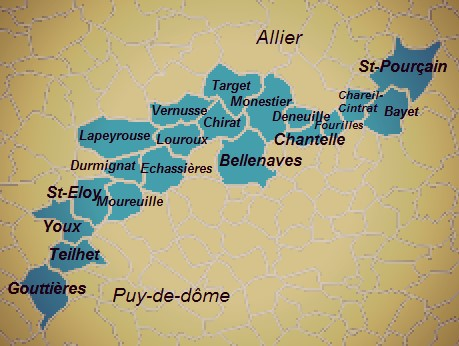
Vallée de la Bouble et communes traversées.

De 65,5 km de longueur, la Bouble prend naissance sur le territoire de la commune de Gouttières dans le nord-ouest du département du Puy-de-Dôme et se dirige d'abord vers le nord-est. 
Arrivée aux abords de la commune de Target dans le département de l'Allier, la Bouble change son orientation, et finit par choisir la direction de l'est qu'elle maintient tout au long du reste de son parcours. 
Elle se jette dans la Sioule en rive gauche peu avant la localité de Saint-Pourçain-sur-Sioule.

## Communes traversées
Dans les deux départements de l'Allier et du Puy-de-Dôme, la Bouble traverse vingt communes et forme une vaste vallée orientée nord-est :
- dans le sens amont vers aval :
  - Puy-de-Dôme : Gouttières, Teilhet, Youx, Saint-Éloy-les-Mines, Moureuille, Durmignat
  - Allier : Échassières
  - Puy-de-Dôme : Lapeyrouse
  - Allier : Louroux-de-Bouble, Vernusse, Chirat-l'Église, Target, Monestier, Bellenaves, Chantelle, Deneuille-lès-Chantelle, Fourilles, Chareil-Cintrat, Bayet, Saint-Pourçain-sur-Sioule.

## Affluents
La Bouble a treize affluents référencés dont :
- le Venant : longueur de 23,9 km ;
- le Belon : longueur de 11 km ;
- le Boublon : longueur de 16,9 km.

## Hydrologie
Le débit moyen annuel de la Bouble, calculé sur 42 ans à Chareil-Cintrat (de 1967 à 2008), est de 3,97 m3/s pour une surface de bassin de 555 km2.
La rivière présente d'importantes fluctuations saisonnières de débit, avec des hautes eaux d'hiver-printemps comprises dans une fourchette située entre 5,06 à 8,31 m3/s, de décembre à mai inclus et maximales en février, et un étiage prononcé de fin d'été-début d'automne, de juillet à septembre, caractérisé par une baisse du débit moyen mensuel allant jusqu'à 0,873 m3/s au mois de septembre.

### Étiage ou basses eaux

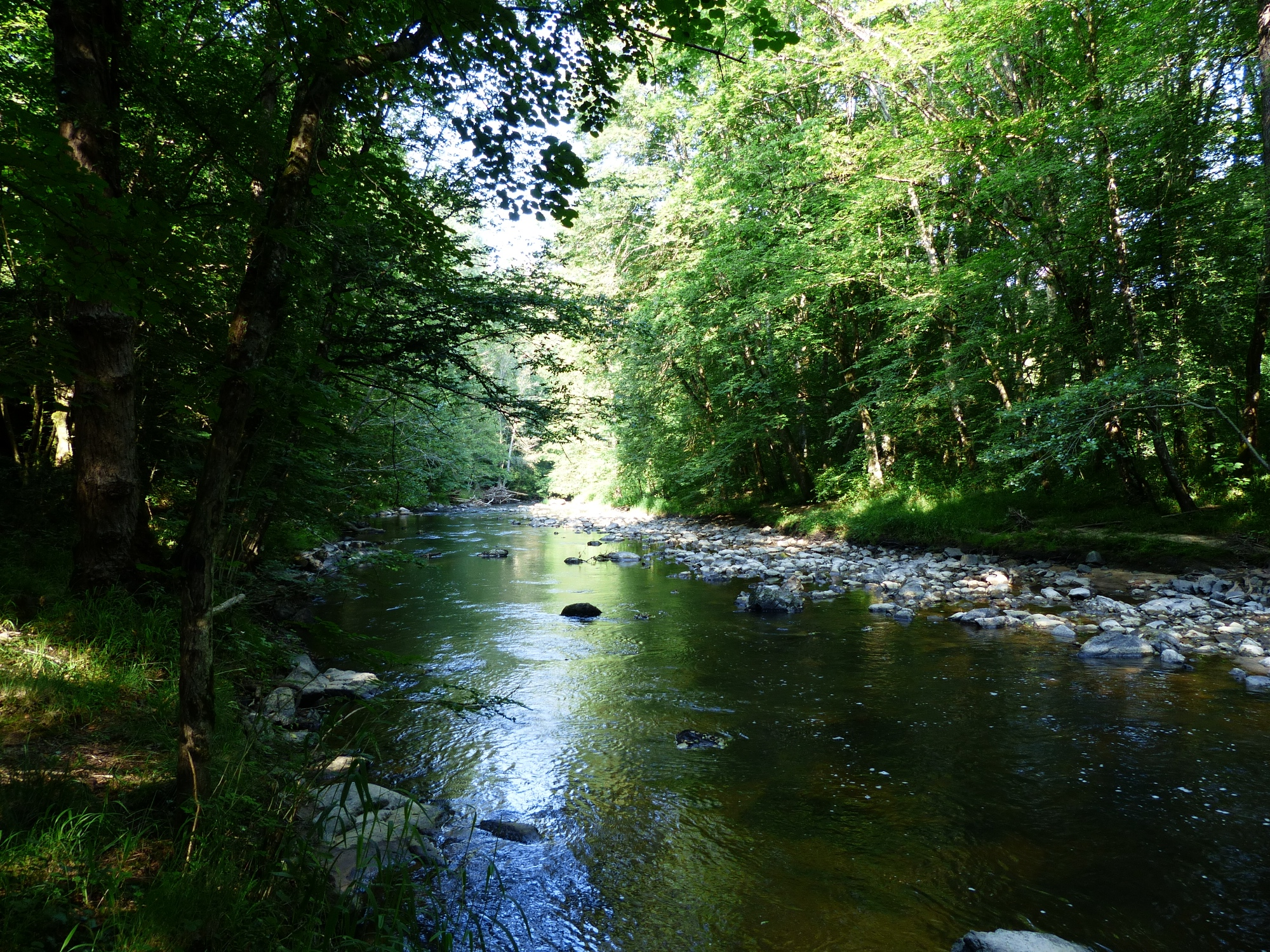
La Bouble en amont de Chantelle.

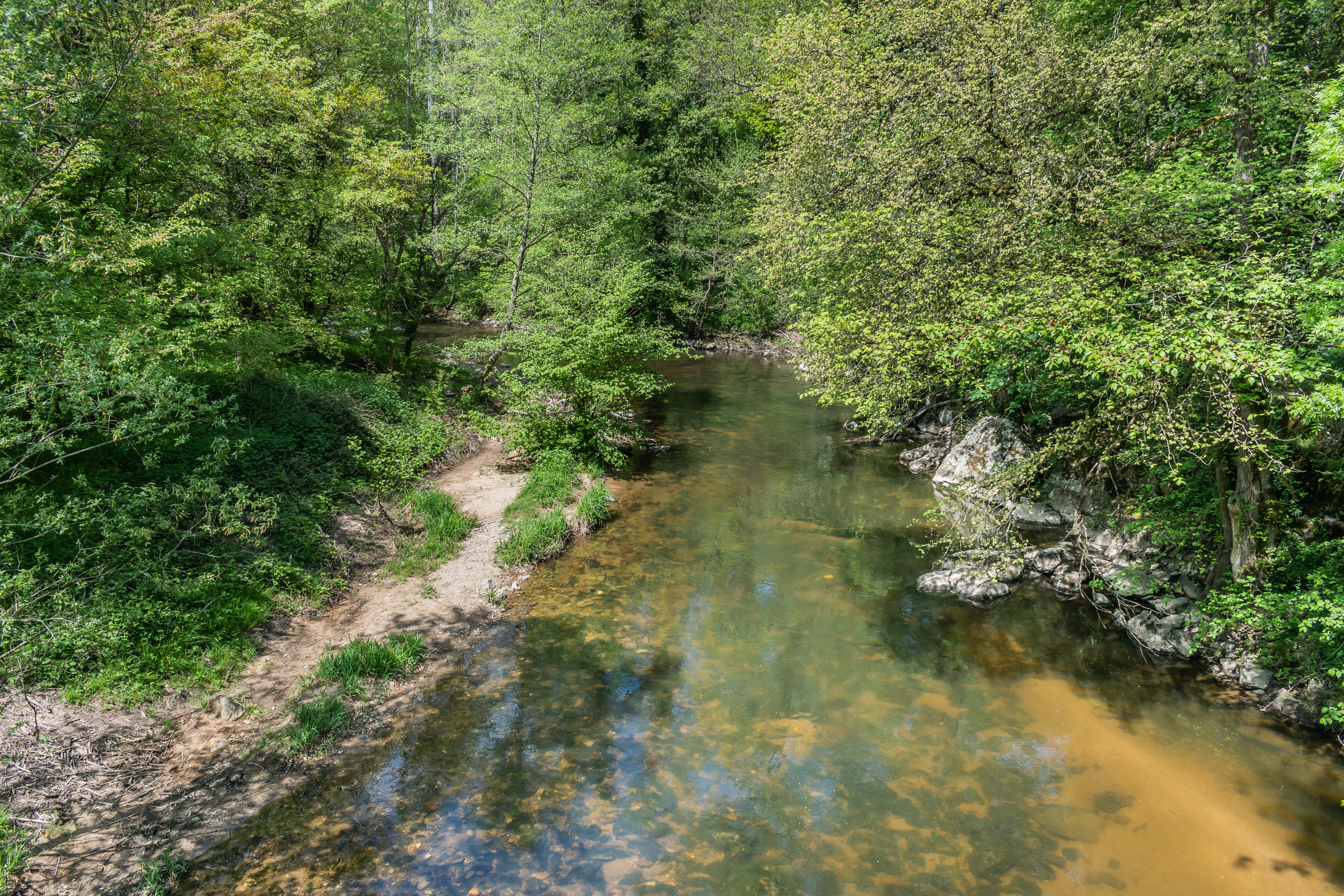
Bouble à Deneuille-lès-Chantelle.

Le VCN3 peut tomber jusque 0,025 m3/s, soit seulement 25 litres par seconde  en cas de quinquennale sèche, ce qui peut être considéré comme très sévère pour une rivière de cette importance.

### Crues
Les crues de la Bouble peuvent être très importantes. Pour la Bouble, rivière à fortes crues, le QIX 2 et le QIX 5 valent respectivement 65 et 97 m3/s. Le QIX 10 est de 120 m3/s. Quant aux QIX 20 et QIX 50, ils valent respectivement 140 et 170 m3/s.
À Chareil-Cintrat, le débit instantané maximal enregistré a été de 215 m3/s, le 27 avril 1998, tandis que le débit journalier maximal était de 125 m3/s le 4 février 2003. En comparant la première de ces valeurs à l'échelle des QIX de la rivière, il apparaît que cette crue était largement plus forte que la crue cinquantennale déterminée par le QIX 50, et donc tout à fait exceptionnelle.

### Lame d'eau et débit spécifique
La lame d'eau écoulée dans le bassin est de 231 millimètres annuellement, ce qui est relativement moyen en France. Le débit spécifique (Qsp) atteint 7,3 litres par seconde et par kilomètre carré de bassin.

## Espace naturel sensible des Gorges de la Bouble
L'ENS (Espace naturel sensible) des gorges de la Bouble, près de Chantelle, a fait l'objet, en 2021-2022, d'un aménagement par le conseil départemental pour sa valorisation touristique : restauration de deux anciens moulins au pied de l'abbaye Saint-Vincent de Chantelle, avec une petite salle d'exposition temporaire ; restauration de passerelles permettant de traverser la rivière ; panneaux et signalisation.